# Kim Dong-wook
Kim Dong-wook (* 23. April 1993 in Yeosu) ist ein südkoreanischer Shorttracker.

## Werdegang
Kim lief seine ersten Weltcuprennen zu Beginn der Saison 2019/20 in Salt Lake City. Dort belegte er den vierten Platz über 500 m und jeweils den zweiten Rang über 1500 m und mit der Staffel. Im weiteren Saisonverlauf kam er in Montreal mit der Staffel auf den zweiten Platz und holte in Nagoya über 1500 m und mit der Mixed-Staffel seine ersten Weltcupsiege. Zudem wurde er dort Zweiter mit der Staffel. Zum Saisonende errang er in Dordrecht den zweiten Platz über 1000 m und erreichte abschließend den siebten Platz im Weltcup über 1000 m und den vierten Rang im Weltcup über 1500 m.

## Weltcupsiege

### Weltcupsiege im Einzel
| Nr. | Datum             | Ort    | Disziplin |
| --- | ----------------- | ------ | --------- |
| 1.  | 30. November 2019 | Nagoya | 1500 m    |

### Weltcupsiege im Team
| Nr. | Datum             | Ort         |
| --- | ----------------- | ----------- |
| 1.  | 30. November 2019 | Nagoya 1    |
| 2.  | 28. November 2021 | Dordrecht 2 |

## Persönliche Bestzeiten
- 500 m   40,097 s (aufgestellt am 3. November 2019 in Salt Lake City)
- 1000 m    1:25,112 min (aufgestellt am 16. Februar 2020 in Dordrecht)
- 1500 m    2:14,521 min (aufgestellt am 9. Februar 2020 in Dresden)